# 篠原一生 (政治家)
篠原 一生（しのはら いっせい、1977年（昭和52年）7月5日 - ）は、日本の政治家。長崎県壱岐市長。

## 経歴
1977年（昭和52年）7月5日壱岐生まれ。長崎県立壱岐高等学校、西南学院大学商学部卒業後、2002年（平成12年）旧郷ノ浦町役場に入庁。総務課政策企画官、財政課を複数回経て、福岡市役所に出向。その後、地域振興課、SDGs未来課に籍を置きながら、壱岐市観光連盟、壱岐みらい創りサイト、富士ゼロックス（現：富士フイルムビジネスイノベーション）にも出向。2020年（令和6年）SDGs未来課長補佐を経て壱岐市東京事務所長。当時の壱岐市長白川博一が引退することを受けて翌年の4月の壱岐市長選挙に出馬することを固め2023年（令和5年）11月16日付で壱岐市役所を退職した。
2024年（令和6年）4月14日、投開票が行われた壱岐市長選挙に出馬し初当選。※当日有権者数：20,197人 最終投票率：72.64%（前回比：+5.6pts）
開票結果は、当選 篠原一生（46歳）無所属 新 4,790票（33.04%）、出口威智郎（48歳）無所属 新 3,716票（25.63%）、森俊介（39歳）無所属 新 3,114票（21.48%）、坂本和久（59歳）無所属 新 2877票（19.85%）だった。
当選した篠原は、政党の推薦、支持はなかったが壱岐市商工会、壱岐東部漁協、石田町漁協、壱岐市マグロ資源を考える会などの団体が推薦した。
2024年4月18日、初登庁した。

## 公約
- 病院を核とした郷ノ浦街部再開発の始動
- 芦辺を中心とした空き家リフォームの推進
- 勝本浦埋立地を活用した海業拠点整備
- 石田を中心とした宿泊施設の魅力向上
- 農業・漁協の復活と所得アップの実現
- 入湯優待券を現在の倍に復活
- Uターンで返済を全額免除のブリ奨学金を創設
- オンライン学習サービスの無償提供
- 市民皆様の夢を実現する市民対話会の実施
- 企業版も含めふるさと納税寄付30億円の挑戦